# Bojovnice bělolemá
Bojovnice bělolemá (Betta albimarginata) je sladkovodní paprskoploutvá ryba z čeledi guramovití (Osphronemidae). Pochází z ostrova Borneo. Dorůstá asi 5 cm délky. Své české i vědecké druhové jméno získala podle výrazného bílého lemu na okraji nepárových ploutví.

## Výskyt
Bojovnice bělolemá pochází z povodí řeky Sebuku v indonéské provincii Východní Kalimantan na ostrově Borneo. Vyskytuje se zde v lesních potocích, mezi kořeny a spadaným listím v mělké (5–10 cm) vodě při břehu.

## Chov v akváriu
Pro chov postačuje menší akvárium. Vyžaduje kyselou vodu a přistíněnou nádrž. Rybky se třou jako běžné labyrintky. Nestaví však hnízdo, jsou to tlamovci. Jikry padají na dno, odkud je samice posbírá. Druhou fází je předávání jiker samci. Po 14 dnech vypustí zcela životaschopné rybky. Počet mladých kolísá od 8 do 20 rybek.